# Weichwanzen

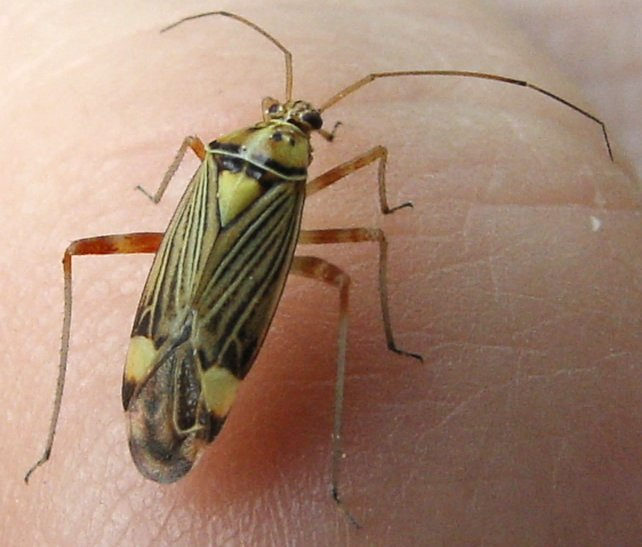
Eichen-Schmuckwanze (Calocoris striatellus)

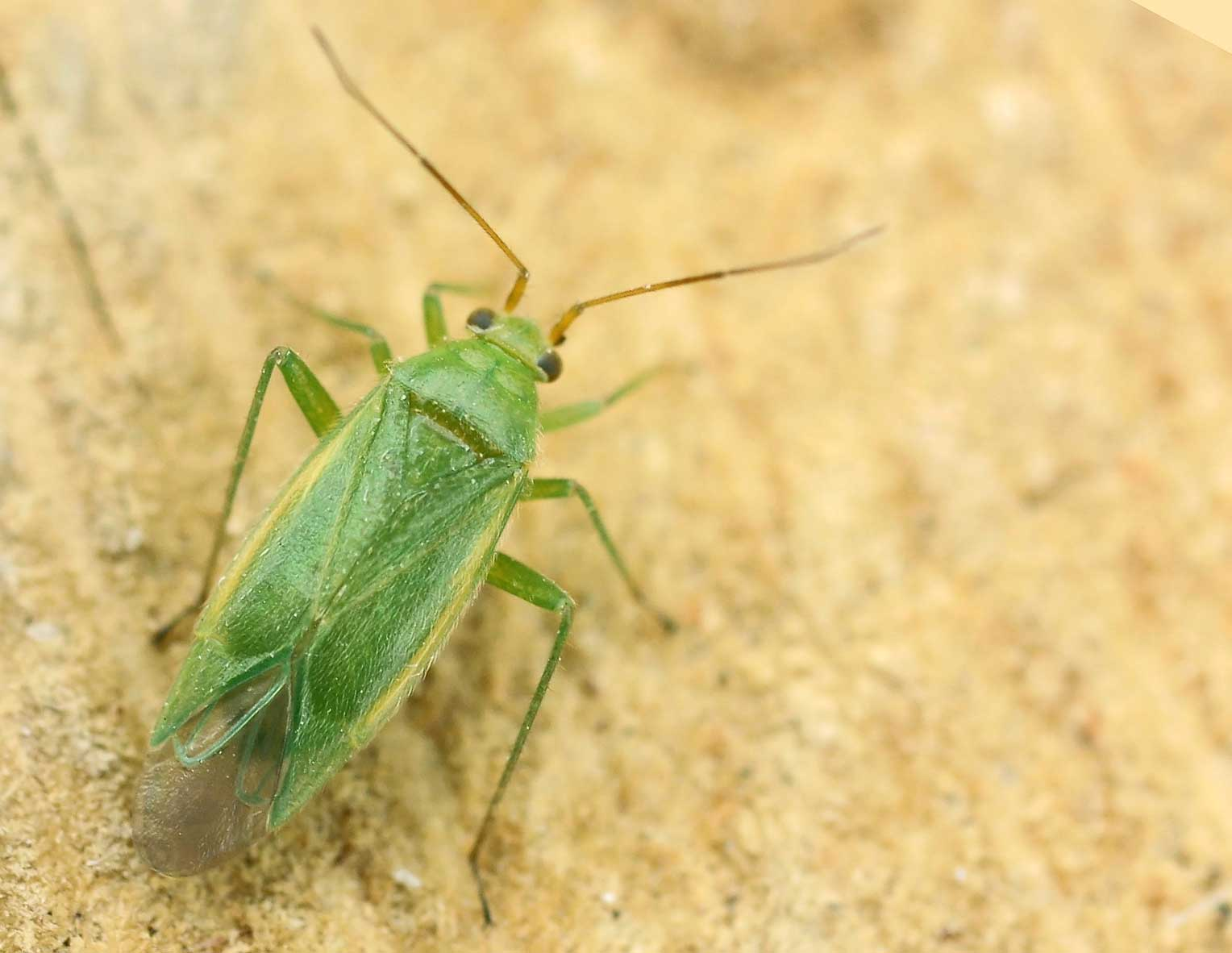
Grüne Futterwanze (Lygocoris pabulinus)

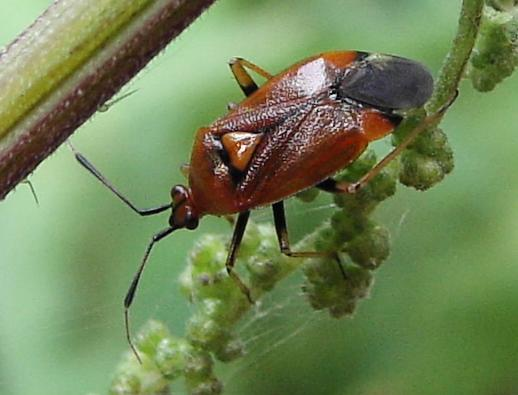
Deraeocoris ruber

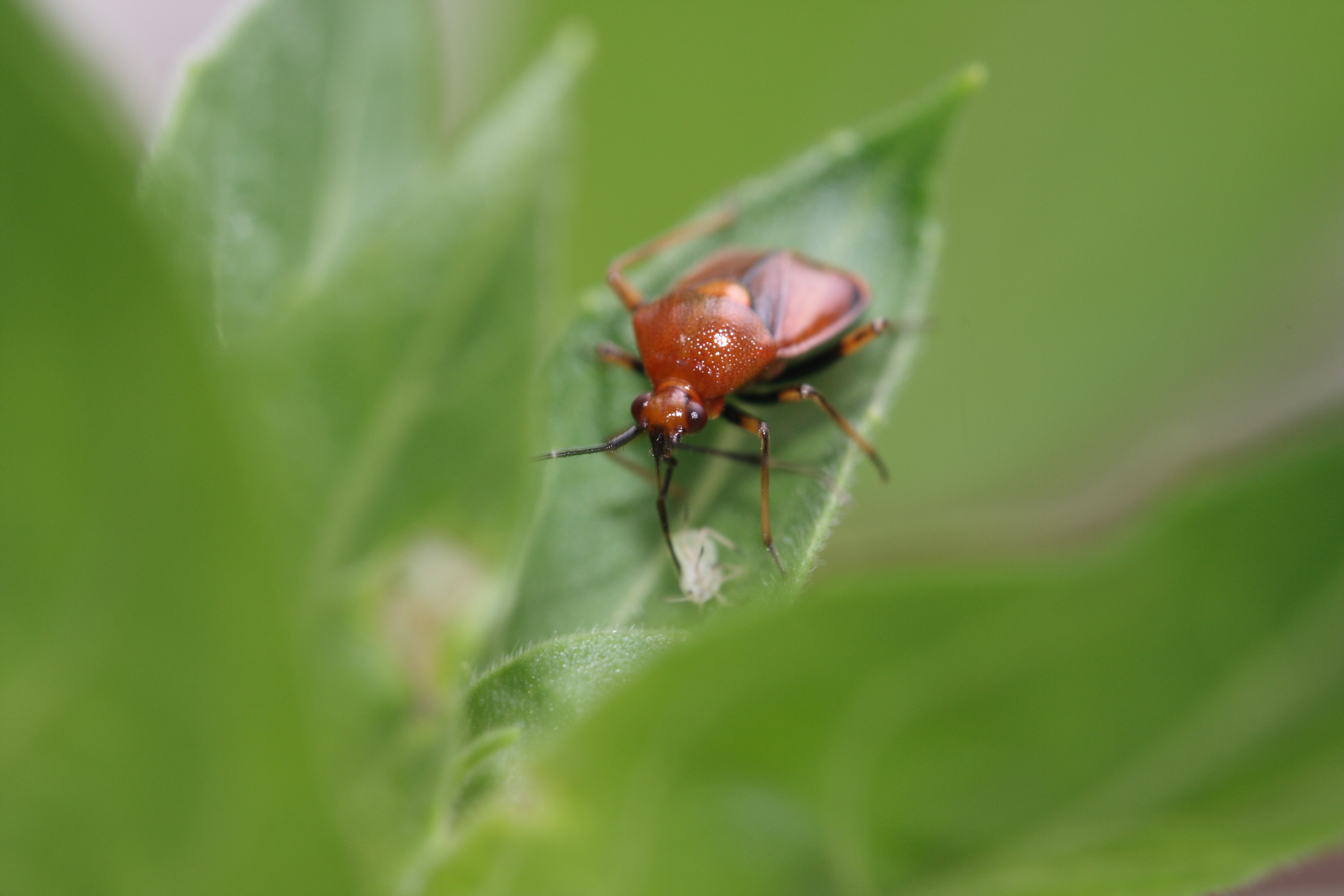
Deraeocoris ruber saugt an einer Blattlaus.

Weichwanzen (Miridae), auch als Blindwanzen bezeichnet, sind eine sehr artenreiche Familie innerhalb der Teilordnung Cimicomorpha der Wanzen (Heteroptera). Mit weltweit bisher mehr als 11.000 bekannten Arten zählen sie gemeinsam mit den Zwergzikaden (Cicadellidae) zu den einzigen beiden Familien der Hemimetabolen Insekten mit mehr als 10.000 Arten und zählen zu den 20 größten Insektenfamilien überhaupt. Es wird vermutet, dass die Familie insgesamt sogar fast 20.000 Arten umfassen könnte, zumal vor allem in der Neotropis, Orientalis und in Australasien noch viele unentdeckte Arten vermutet werden. In Europa sind sie mit etwa 1.200 Arten und Unterarten vertreten, in Mitteleuropa sind es etwa 400 Arten, womit die Familie auch hier die mit Abstand artenreichste der Wanzen ist.

## Namen
Der deutsche Name „Weichwanzen“ bezieht sich auf die im Vergleich mit anderen Wanzenarten schwach verhärteten (sklerotisierten) Körperdecken. Der Begriff „Blindwanzen“ nimmt dagegen Bezug auf das überwiegende Fehlen der Punkt- oder Stirnaugen (Ocelli).

## Merkmale
Die Weichwanzen sind mit zwei bis 15 Millimetern Körperlänge kleine bis mittelgroße Arten. Sie variieren sehr stark in ihrem äußeren Erscheinungsbild und in ihrer Färbung. Viele Vertreter dieser Familie haben einen ovalen, länglich gestreckten Körperumriss. Es gibt aber auch sehr schmale, lange oder kurze und plumpe Formen. Wieder andere Arten, wie beispielsweise Myrmecoris gracilis sehen Ameisen sehr ähnlich. In der Körperfärbung überwiegen grünliche und bräunlich-gelbe Tarnfärbungen. Auch schwarze Tiere sind sehr häufig (z. B. Gattung Capsus). Seltener sind auffällige gelb-schwarze oder rot-schwarze Musterungen vertreten.
Weichwanzen haben viergliedrige Fühler. Den meisten Arten fehlen Punktaugen. Ihre Tarsen haben drei Segmente. Die Vorderflügel (Hemielytren), die bei den Wanzen charakteristisch aufgebaut sind, sind vergleichsweise schwach ledrig verhärtet. Vor der Membran (in manchen Fällen reduziert) befindet sich ein kleines dreieckiges Feld (Cuneus). Dieses Merkmal unterscheidet die Weichwanzen von den meisten anderen Familien der Wanzen. Die Membran hat  meist zwei seltener eine Zelle an der Basis. Innerhalb mancher Arten liegt  ein Flügeldimorphismus vor.

## Lebensweise
Fast alle Weichwanzen sind phytophag, das heißt, sie ernähren sich von Pflanzensäften, die sie durch Anstechen der Pflanzen mit ihren stechend-saugenden Mundwerkzeugen saugen. Dabei sind die meisten monophag auf eine bestimmte Pflanzenart oder oligophag auf einen engeren Kreis von Pflanzen angewiesen. Es gibt aber auch ausgeprägt polyphage Arten, die wenig wählerisch hinsichtlich ihrer Wirtspflanzen sind. Einige andere wiederum ernähren sich ausschließlich räuberisch, etliche sind Gemischtköstler, sogenannte Zoophytophage.
Die Weibchen besitzen eine Legescheide, mit welcher sie ihre Eier mehr oder weniger tief in weiches oder verholztes Wirtspflanzengewebe einbohren. Die Larven durchlaufen fünf durch Häutungen getrennte Larvenstadien. Die meisten mitteleuropäischen Arten überwintern im Eistadium.

## Systematik
Nach der heute verwendeten Systematik werden den Weichwanzen acht Unterfamilien zugerechnet.
Im Folgenden die Unterfamilien mit einer Auswahl von Arten:
- Bryocorinae
  - Dicyphus pallicornis
- Cylapinae
  - Fulvius oxycarenoides
- Deraeocorinae
  - Rote Weichwanze (Deraeocoris ruber)
- Isometopinae
  - Isometopus intrusus
  - Isometopus mirificus
  - Myiomma fieberi
- Mirinae
  - Zweipunktige Wiesenwanze (Closterotomus norwegicus)
  - Liocoris tripustulatus
  - Nordische Apfelwanze (Lygocoris rugicollis)
  - Gemeine Wiesenwanze (Lygus pratensis)
  - Orthops kalmii
  - Stenodema laevigata
- Orthotylinae
  - Blepharidopterus angulatus
  - Cyrtorhinus caricis
  - Dryophilocoris flavoquadrimaculatus
  - Globiceps fulvicollis
  - Halticus luteicollis
  - Heterocordylus tibialis
  - Heterotoma planicornis
  - Malacocoris chlorizans
  - Mecomma ambulans
  - Orthotylus bilineatus
  - Orthotylus flavinervis
  - Orthotylus marginalis
  - Orthotylus nassatus
  - Orthotylus tenellus
  - Orthotylus virescens
  - Pseudoloxops coccineus
- Phylinae
  - Eichenwanze (Harpocera thoracica)
- Psallopinae

## Nutzen und Schaden
Einerseits wird im Zusammenhang mit dem biologischen Pflanzenschutz für etliche Arten ihre Eignung als Räuber („Prädatoren“) von anderen Pflanzenschädlingen untersucht, andererseits treten manche Arten in der Landwirtschaft durch das Saugen an Pflanzen und dem damit verbundenen Absterben von Pflanzenteilen oder der gesamten Pflanze sowie dem Auslösen von Fehlbildungen als Kulturpflanzenschädlinge auf – hier wird Mitte 2025 von zunehmendem Schadensdruck z. B. durch die Gepunktete Nesselwanze oder die Grüne Futterwanze berichtet; invasive Arten wie die Grüne Reiswanze sind hier schon länger bekannt.

## Besonderheiten
An das Leben auf fleischfressenden Pflanzen sind die nicht in Europa beheimateten Arten der Gattungen Pameridea und Setocoris auf besondere Weise angepasst.